# Miroslav Kavalír
Miroslav Kavalír (1. března 1900 Praha – 20. ledna 1981 Žatec) byl český lékař, cvičitel a člen náčelnictva Československé obce sokolské, který se podstatně zasloužil o rozvoj sokolského tělocviku a to nejen v Československu, ale i v zahraničí, kam vedl sokolské výpravy. Za druhé světové války byl nacisty vězněn v koncentračním táboře v Osvětimi. Po druhé světové válce byl jmenován členem České národní rady a náčelníkem Československé obce sokolské.

## Život
Miroslav Kavalír se narodil 1. března 1900, jako druhý ze tří synů inženýrovi Josefovi Kavalírovi a Anně Kavalírové, rozené Urbanové. Oba jeho rodiče byli aktivními členy Sokola Pražského. Otec Josef byl po první světové válce členem výboru Československé obce sokolské a redaktorem časopisu Sokol. Matka Anna byla jednatelkou ve výboru Sokola Pražského a později čtyři roky starostkou. Jeho starší bratr Jaroslav Kavalír narukoval po ukončení studií na gymnáziu do rakouské armády, kde v roce 1917 padl.
Miroslav Kavalír byl, stejně jako jeho rodiče, od mladého věku členem Československé obce sokolské. Po dokončení studia na Akademickém gymnáziu v Praze složil v roce 1921 státní zkoušku z tělesné výchovy a pedagogiky a následně absolvoval studium na lékařské fakultě, kde promoval na doktora lékařství. Po studiích vedl mimo jiné samostatné kurzy tělesné výchovy pro lékaře, mediky a profesory tělesné výchovy středních škol. Stal se také cvičitelem dorostu a mužů. Později, v roce 1934, byl zvolen členem náčelnictva a v roce 1938 místonáčelníkem Československé obce sokolské.
Od roku 1936 působil Miroslav Kavalír jako praktický lékař v Praze a zároveň vedl ústav pro ortopedický tělocvik při pedagogické fakultě Univerzity Karlovy. Jako praktický lékař otevřel v roce 1937 svou soukromou ordinaci. Po německé okupaci Čech, Moravy a Slezska se zapojil do domácí odbojové činnosti proti říši.
Za svůj život napsal mnoho článků a úvah do sokolského i sportovního tisku stejně tak publikoval odborné články z fyziologie a ortopedie v lékařských časopisech. Tiskem vydal také několik příruček k organizaci tělesné výchovy.Po druhé světové válce se Miroslav Kavalír stal, stejně jako v minulosti jeho otec, redaktorem časopisu Sokol.

### Zatčení za druhé světové války
Po nástupu Reinharda Heydricha do funkce zastupujícího říšského protektora, v roce 1941 byl Miroslav Kavalír, spolu s dalšími významnými představiteli Sokola, zatčen Gestapem a odvezen do Malé pevnosti v Terezíně. Odtud byl následně převezen do koncentračního tábora v Osvětimi. Zde působil na ošetřovně, jako lékař a ošetřovatel vězňů. V koncentračním táboře prodělal skvrnitý tyfus, který, díky své tělesné zdatnosti a podpoře ostatních sokolů, překonal. Ještě před koncem druhé světové války se spolu s malou skupinou vězněných Sokolů vrátil do Prahy.
V roce 1945 byl zvolen členem České národní rady, která pracovala během Pražského povstání v Praze. Po definitivním konci druhé světové války byl Miroslav Kavalír zvolen náčelníkem Československé obce sokolské. V této funkci připravil po technické stránce IX. Všesokolský slet v Praze a v roce 1947 vedl výpravu Československé obce sokolské do Spojených států amerických na americký sokolský slet. Zároveň pracoval na ortopedické klinice a vedl svou soukromou praxi.

### Zatčení za komunistického režimu
Miroslav Kavalír byl velkým odpůrcem komunistického režimu a byl proti snaze násilně sjednotit poválečnou československou tělovýchovu. Po nedobrovolném sloučení Komunistické strany Československa a Československé sociální demokracie v červnu roku 1948, jako člen Československé sociální demokracie, odmítl vstoupit do komunistické strany. Za tento postoj si vysloužil nenávist komunistů. V roce 1948 byl zbaven funkce náčelníka Československé obce sokolské a v roce 1951 byl Státní bezpečností zatčen a odsouzen na tři roky vazby a ztráty občanských práv ve věznici v Plzni na Borech. Zároveň byl zabaven veškerý jeho majetek společně s ordinací, ve které pracoval. Rodina Miroslava Kavalíra byla nucena přestěhovat se do Třeskonic u Žatce.
Po propuštění z vazby na amnestii v roce 1953 odjel za rodinou do Třeskonic a i bez možnosti užívat lékařského diplomu začal pracovat jako zdravotní laborant a později jako vedoucí ortopedické poradny v Ústavu národního zdraví v Žatci. Působil také jako obvodní lékař v Postoloprtech a závodní lékař Šroubárny Žatec. Ani role cvičitele se nevzdal a hned po příjezdu do Třeskonic se zapojil do práce v žatecké tělovýchovné jednotě, kde vedl ortopedický (nápravný) tělocvik. Stal se předsedou místní skupiny Českého červeného kříže a předsedou zdravotní komise Českého červeného kříže v nedalekých Lounech. Současně s prací a cvičitelstvím stále usiloval o rehabilitaci a možnost používat svůj lékařský diplom. Po podání žádosti v květnu 1968, mu byla vrácena občanská práva a mohl právně používat svůj lékařský diplom. V následujícím roce mu bylo přiznáno odškodnění za vazbu, které mu však bylo vzápětí zase zrušeno. Až v roce 1971, po další žádosti o rehabilitaci, byl zproštěn obžaloby nejvyšším soudem Československé republiky a rozsudek z roku 1951 byl zrušen.
Po zrušení rozsudku se na svou žádost přestěhoval i s manželkou do Žatce, kde do své smrti pracoval jako závodní lékař podniku Šroubárny Žatec.
Miroslav Kavalír zemřel 20. ledna 1981 v Žatci ve věku nedožitých 81 let.